# Nemoraea acutangularis
Nemoraea acutangularis är en tvåvingeart som beskrevs av Macquart 1848. Nemoraea acutangularis ingår i släktet Nemoraea och familjen parasitflugor.
Artens utbredningsområde är Schweiz. Inga underarter finns listade i Catalogue of Life.